# Lassie (serie televisiva 1989)
Lassie (The New Lassie) è una serie televisiva statunitense in 48 episodi trasmessi per la prima volta nel corso di 2 stagioni dal 1989 al 1992.
È una serie d'avventura incentrata sulle vicende del cane Lassie, protagonista di numerosi film al cinema e in televisione e di un'altra lunga serie televisiva andata in onda dal 1954 al 1974.

## Descrizione
The New Lassie è incentrata su una famiglia di periferia, i McCullough. Christopher Stone e Dee Wallace (coniugi anche nella vita reale) interpretano Chris e Dee McCullough, con Will Estes (accreditato come Will Nipper) e Wendy Cox nei ruoli del loro giovane figlio Will e della figlia adolescente Megan. Un giovanissimo Leonardo DiCaprio appare di tanto in tanto durante la serie.
Jon Provost, l'ex attore bambino, che aveva interpretato il ruolo di Timmy Martin nella serie degli anni 1950, interpreta il fratello di Chris, Steve. Altre guest star includono Roddy McDowall, che aveva recitato nel primo film Torna a casa, Lassie! (1943) e Tommy Rettig, che aveva interpretato Jeff Miller nei primi anni della serie televisiva originale.
Altri legami includono l'addestratore del cane, Robert Weatherwax Sr., figlio di Rudd Weatherwax. Quest'ultimo aveva addestrato l'originale "Lassie" nel film del 1943. Un nipote di Rudd, Robert Jr., fu assistente di Robert Sr. per il primo anno di The New Lassie e inoltre compare in una scena di apertura di uno degli episodi (Snakebit) con Leonardo DiCaprio. Robert Jr. fu sostituito da Carol Riggins nella seconda stagione dello show, ma continuò a lavorare per molti anni come addestratore di animali.

## Personaggi e interpreti
- Will McCullough (32 episodi, 1989-1992), interpretato da Will Estes.
- Steve McCullough (32 episodi, 1989-1992), interpretato da Jon Provost.
- Chris McCullough (32 episodi, 1989-1992), interpretato da Christopher Stone.
- Dee McCullough (32 episodi, 1989-1992), interpretato da Dee Wallace.
- Megan McCullough (24 episodi, 1989-1990), interpretata da Wendy Cox.
- Andrew Leeds (3 episodi, 1990-1992), interpretato da Roddy McDowall.
- Frankie (3 episodi, 1991-1992), interpretata da Deborah Dawn Slaboda.
- Jonathan Latimer (2 episodi, 1989-1990), interpretato da Chris Demetral.
- Grace (2 episodi, 1990), interpretato da Brandis Kemp.

## Produzione
La serie fu prodotta da John Ward con Al Burton come produttore esecutivo e Steve Stark come coproduttore. Le musiche furono composte da Timothy Thompson.

### Registi
Tra i registi della serie sono accreditati:
- Dennis Donnelly
- Sigmund Neufeld Jr.
- Corey Allen
- Arthur Anderson
- Robert Caramico
- Alan Cooke
- Tony Dow
- Bruce Seth Green
- Larry Stewart
- Renny Temple

## Distribuzione
La serie fu trasmessa negli Stati Uniti dal 1989 al 1992 in syndication. In Italia è stata trasmessa dal 1991 su Italia 1 con il titolo Lassie.
Alcune delle uscite internazionali sono state:
- negli Stati Uniti il 9 settembre 1989 (The New Lassie)
- in Ungheria (Az új Lassie)
- in Spagna (La nueva Lassie)
- in Francia (Les nouvelles aventures de Lassie)
- in Italia (Lassie)

## Episodi
| Stagione         | Episodi | Prima TV USA | Prima TV Italia |
| ---------------- | ------- | ------------ | --------------- |
| Prima stagione   | 25      | 1989-1990    |                 |
| Seconda stagione | 23      | 1991-1992    |                 |